# Перетворення квартет чорного тема (шахи)
Квартет чорного перетворення — тема в шаховій композиції. Суть теми — у варіантах розв'язку задачі чорні пішаки, або один чорний пішак перетворюється в усі можливі фігури — ферзя, туру, слона, коня.

## Історія
Ідея почала розроблятись в кінці ХІХ століття. В розв'язку задачі виникають чотири тематичних варіанти захисту чорних, в яких при досягненні пішака першої горизонталі, вони перетворюють його почергово у різні можливі чотири фігури, від цього ідея дістала назву — квартет чорного перетворення. Ще існує в шаховій композиції — квартет білого перетворення, коли перетворюються на чотири можливих фігури білі пішаки. Якщо перетворюється один пішак в різні фігури — це є паралельний квартет перетворень, а якщо у варіанті багатоходівки перетворюються чотири різні пішаки в різні фігури — послідовний квартет перетворень. В кооперативному жанрі ця тема виражається в близнюках або в паралельних рішеннях.
|   | a | b | c | d | e | f | g | h |   |
| 8 | f8 білий ферзь · b7 білий пішак · f5 білий пішак · c4 білий пішак · d4 білий король · h4 білий пішак · f3 біла тура · g3 біла тура · e2 білий кінь · f2 чорний пішак · g2 чорний пішак · h2 чорний пішак · f1 білий кінь · h1 чорний король | f8 білий ферзь · b7 білий пішак · f5 білий пішак · c4 білий пішак · d4 білий король · h4 білий пішак · f3 біла тура · g3 біла тура · e2 білий кінь · f2 чорний пішак · g2 чорний пішак · h2 чорний пішак · f1 білий кінь · h1 чорний король | f8 білий ферзь · b7 білий пішак · f5 білий пішак · c4 білий пішак · d4 білий король · h4 білий пішак · f3 біла тура · g3 біла тура · e2 білий кінь · f2 чорний пішак · g2 чорний пішак · h2 чорний пішак · f1 білий кінь · h1 чорний король | f8 білий ферзь · b7 білий пішак · f5 білий пішак · c4 білий пішак · d4 білий король · h4 білий пішак · f3 біла тура · g3 біла тура · e2 білий кінь · f2 чорний пішак · g2 чорний пішак · h2 чорний пішак · f1 білий кінь · h1 чорний король | f8 білий ферзь · b7 білий пішак · f5 білий пішак · c4 білий пішак · d4 білий король · h4 білий пішак · f3 біла тура · g3 біла тура · e2 білий кінь · f2 чорний пішак · g2 чорний пішак · h2 чорний пішак · f1 білий кінь · h1 чорний король | f8 білий ферзь · b7 білий пішак · f5 білий пішак · c4 білий пішак · d4 білий король · h4 білий пішак · f3 біла тура · g3 біла тура · e2 білий кінь · f2 чорний пішак · g2 чорний пішак · h2 чорний пішак · f1 білий кінь · h1 чорний король | f8 білий ферзь · b7 білий пішак · f5 білий пішак · c4 білий пішак · d4 білий король · h4 білий пішак · f3 біла тура · g3 біла тура · e2 білий кінь · f2 чорний пішак · g2 чорний пішак · h2 чорний пішак · f1 білий кінь · h1 чорний король | f8 білий ферзь · b7 білий пішак · f5 білий пішак · c4 білий пішак · d4 білий король · h4 білий пішак · f3 біла тура · g3 біла тура · e2 білий кінь · f2 чорний пішак · g2 чорний пішак · h2 чорний пішак · f1 білий кінь · h1 чорний король | 8 |
| 7 | f8 білий ферзь · b7 білий пішак · f5 білий пішак · c4 білий пішак · d4 білий король · h4 білий пішак · f3 біла тура · g3 біла тура · e2 білий кінь · f2 чорний пішак · g2 чорний пішак · h2 чорний пішак · f1 білий кінь · h1 чорний король | f8 білий ферзь · b7 білий пішак · f5 білий пішак · c4 білий пішак · d4 білий король · h4 білий пішак · f3 біла тура · g3 біла тура · e2 білий кінь · f2 чорний пішак · g2 чорний пішак · h2 чорний пішак · f1 білий кінь · h1 чорний король | f8 білий ферзь · b7 білий пішак · f5 білий пішак · c4 білий пішак · d4 білий король · h4 білий пішак · f3 біла тура · g3 біла тура · e2 білий кінь · f2 чорний пішак · g2 чорний пішак · h2 чорний пішак · f1 білий кінь · h1 чорний король | f8 білий ферзь · b7 білий пішак · f5 білий пішак · c4 білий пішак · d4 білий король · h4 білий пішак · f3 біла тура · g3 біла тура · e2 білий кінь · f2 чорний пішак · g2 чорний пішак · h2 чорний пішак · f1 білий кінь · h1 чорний король | f8 білий ферзь · b7 білий пішак · f5 білий пішак · c4 білий пішак · d4 білий король · h4 білий пішак · f3 біла тура · g3 біла тура · e2 білий кінь · f2 чорний пішак · g2 чорний пішак · h2 чорний пішак · f1 білий кінь · h1 чорний король | f8 білий ферзь · b7 білий пішак · f5 білий пішак · c4 білий пішак · d4 білий король · h4 білий пішак · f3 біла тура · g3 біла тура · e2 білий кінь · f2 чорний пішак · g2 чорний пішак · h2 чорний пішак · f1 білий кінь · h1 чорний король | f8 білий ферзь · b7 білий пішак · f5 білий пішак · c4 білий пішак · d4 білий король · h4 білий пішак · f3 біла тура · g3 біла тура · e2 білий кінь · f2 чорний пішак · g2 чорний пішак · h2 чорний пішак · f1 білий кінь · h1 чорний король | f8 білий ферзь · b7 білий пішак · f5 білий пішак · c4 білий пішак · d4 білий король · h4 білий пішак · f3 біла тура · g3 біла тура · e2 білий кінь · f2 чорний пішак · g2 чорний пішак · h2 чорний пішак · f1 білий кінь · h1 чорний король | 7 |
| 6 | f8 білий ферзь · b7 білий пішак · f5 білий пішак · c4 білий пішак · d4 білий король · h4 білий пішак · f3 біла тура · g3 біла тура · e2 білий кінь · f2 чорний пішак · g2 чорний пішак · h2 чорний пішак · f1 білий кінь · h1 чорний король | f8 білий ферзь · b7 білий пішак · f5 білий пішак · c4 білий пішак · d4 білий король · h4 білий пішак · f3 біла тура · g3 біла тура · e2 білий кінь · f2 чорний пішак · g2 чорний пішак · h2 чорний пішак · f1 білий кінь · h1 чорний король | f8 білий ферзь · b7 білий пішак · f5 білий пішак · c4 білий пішак · d4 білий король · h4 білий пішак · f3 біла тура · g3 біла тура · e2 білий кінь · f2 чорний пішак · g2 чорний пішак · h2 чорний пішак · f1 білий кінь · h1 чорний король | f8 білий ферзь · b7 білий пішак · f5 білий пішак · c4 білий пішак · d4 білий король · h4 білий пішак · f3 біла тура · g3 біла тура · e2 білий кінь · f2 чорний пішак · g2 чорний пішак · h2 чорний пішак · f1 білий кінь · h1 чорний король | f8 білий ферзь · b7 білий пішак · f5 білий пішак · c4 білий пішак · d4 білий король · h4 білий пішак · f3 біла тура · g3 біла тура · e2 білий кінь · f2 чорний пішак · g2 чорний пішак · h2 чорний пішак · f1 білий кінь · h1 чорний король | f8 білий ферзь · b7 білий пішак · f5 білий пішак · c4 білий пішак · d4 білий король · h4 білий пішак · f3 біла тура · g3 біла тура · e2 білий кінь · f2 чорний пішак · g2 чорний пішак · h2 чорний пішак · f1 білий кінь · h1 чорний король | f8 білий ферзь · b7 білий пішак · f5 білий пішак · c4 білий пішак · d4 білий король · h4 білий пішак · f3 біла тура · g3 біла тура · e2 білий кінь · f2 чорний пішак · g2 чорний пішак · h2 чорний пішак · f1 білий кінь · h1 чорний король | f8 білий ферзь · b7 білий пішак · f5 білий пішак · c4 білий пішак · d4 білий король · h4 білий пішак · f3 біла тура · g3 біла тура · e2 білий кінь · f2 чорний пішак · g2 чорний пішак · h2 чорний пішак · f1 білий кінь · h1 чорний король | 6 |
| 5 | f8 білий ферзь · b7 білий пішак · f5 білий пішак · c4 білий пішак · d4 білий король · h4 білий пішак · f3 біла тура · g3 біла тура · e2 білий кінь · f2 чорний пішак · g2 чорний пішак · h2 чорний пішак · f1 білий кінь · h1 чорний король | f8 білий ферзь · b7 білий пішак · f5 білий пішак · c4 білий пішак · d4 білий король · h4 білий пішак · f3 біла тура · g3 біла тура · e2 білий кінь · f2 чорний пішак · g2 чорний пішак · h2 чорний пішак · f1 білий кінь · h1 чорний король | f8 білий ферзь · b7 білий пішак · f5 білий пішак · c4 білий пішак · d4 білий король · h4 білий пішак · f3 біла тура · g3 біла тура · e2 білий кінь · f2 чорний пішак · g2 чорний пішак · h2 чорний пішак · f1 білий кінь · h1 чорний король | f8 білий ферзь · b7 білий пішак · f5 білий пішак · c4 білий пішак · d4 білий король · h4 білий пішак · f3 біла тура · g3 біла тура · e2 білий кінь · f2 чорний пішак · g2 чорний пішак · h2 чорний пішак · f1 білий кінь · h1 чорний король | f8 білий ферзь · b7 білий пішак · f5 білий пішак · c4 білий пішак · d4 білий король · h4 білий пішак · f3 біла тура · g3 біла тура · e2 білий кінь · f2 чорний пішак · g2 чорний пішак · h2 чорний пішак · f1 білий кінь · h1 чорний король | f8 білий ферзь · b7 білий пішак · f5 білий пішак · c4 білий пішак · d4 білий король · h4 білий пішак · f3 біла тура · g3 біла тура · e2 білий кінь · f2 чорний пішак · g2 чорний пішак · h2 чорний пішак · f1 білий кінь · h1 чорний король | f8 білий ферзь · b7 білий пішак · f5 білий пішак · c4 білий пішак · d4 білий король · h4 білий пішак · f3 біла тура · g3 біла тура · e2 білий кінь · f2 чорний пішак · g2 чорний пішак · h2 чорний пішак · f1 білий кінь · h1 чорний король | f8 білий ферзь · b7 білий пішак · f5 білий пішак · c4 білий пішак · d4 білий король · h4 білий пішак · f3 біла тура · g3 біла тура · e2 білий кінь · f2 чорний пішак · g2 чорний пішак · h2 чорний пішак · f1 білий кінь · h1 чорний король | 5 |
| 4 | f8 білий ферзь · b7 білий пішак · f5 білий пішак · c4 білий пішак · d4 білий король · h4 білий пішак · f3 біла тура · g3 біла тура · e2 білий кінь · f2 чорний пішак · g2 чорний пішак · h2 чорний пішак · f1 білий кінь · h1 чорний король | f8 білий ферзь · b7 білий пішак · f5 білий пішак · c4 білий пішак · d4 білий король · h4 білий пішак · f3 біла тура · g3 біла тура · e2 білий кінь · f2 чорний пішак · g2 чорний пішак · h2 чорний пішак · f1 білий кінь · h1 чорний король | f8 білий ферзь · b7 білий пішак · f5 білий пішак · c4 білий пішак · d4 білий король · h4 білий пішак · f3 біла тура · g3 біла тура · e2 білий кінь · f2 чорний пішак · g2 чорний пішак · h2 чорний пішак · f1 білий кінь · h1 чорний король | f8 білий ферзь · b7 білий пішак · f5 білий пішак · c4 білий пішак · d4 білий король · h4 білий пішак · f3 біла тура · g3 біла тура · e2 білий кінь · f2 чорний пішак · g2 чорний пішак · h2 чорний пішак · f1 білий кінь · h1 чорний король | f8 білий ферзь · b7 білий пішак · f5 білий пішак · c4 білий пішак · d4 білий король · h4 білий пішак · f3 біла тура · g3 біла тура · e2 білий кінь · f2 чорний пішак · g2 чорний пішак · h2 чорний пішак · f1 білий кінь · h1 чорний король | f8 білий ферзь · b7 білий пішак · f5 білий пішак · c4 білий пішак · d4 білий король · h4 білий пішак · f3 біла тура · g3 біла тура · e2 білий кінь · f2 чорний пішак · g2 чорний пішак · h2 чорний пішак · f1 білий кінь · h1 чорний король | f8 білий ферзь · b7 білий пішак · f5 білий пішак · c4 білий пішак · d4 білий король · h4 білий пішак · f3 біла тура · g3 біла тура · e2 білий кінь · f2 чорний пішак · g2 чорний пішак · h2 чорний пішак · f1 білий кінь · h1 чорний король | f8 білий ферзь · b7 білий пішак · f5 білий пішак · c4 білий пішак · d4 білий король · h4 білий пішак · f3 біла тура · g3 біла тура · e2 білий кінь · f2 чорний пішак · g2 чорний пішак · h2 чорний пішак · f1 білий кінь · h1 чорний король | 4 |
| 3 | f8 білий ферзь · b7 білий пішак · f5 білий пішак · c4 білий пішак · d4 білий король · h4 білий пішак · f3 біла тура · g3 біла тура · e2 білий кінь · f2 чорний пішак · g2 чорний пішак · h2 чорний пішак · f1 білий кінь · h1 чорний король | f8 білий ферзь · b7 білий пішак · f5 білий пішак · c4 білий пішак · d4 білий король · h4 білий пішак · f3 біла тура · g3 біла тура · e2 білий кінь · f2 чорний пішак · g2 чорний пішак · h2 чорний пішак · f1 білий кінь · h1 чорний король | f8 білий ферзь · b7 білий пішак · f5 білий пішак · c4 білий пішак · d4 білий король · h4 білий пішак · f3 біла тура · g3 біла тура · e2 білий кінь · f2 чорний пішак · g2 чорний пішак · h2 чорний пішак · f1 білий кінь · h1 чорний король | f8 білий ферзь · b7 білий пішак · f5 білий пішак · c4 білий пішак · d4 білий король · h4 білий пішак · f3 біла тура · g3 біла тура · e2 білий кінь · f2 чорний пішак · g2 чорний пішак · h2 чорний пішак · f1 білий кінь · h1 чорний король | f8 білий ферзь · b7 білий пішак · f5 білий пішак · c4 білий пішак · d4 білий король · h4 білий пішак · f3 біла тура · g3 біла тура · e2 білий кінь · f2 чорний пішак · g2 чорний пішак · h2 чорний пішак · f1 білий кінь · h1 чорний король | f8 білий ферзь · b7 білий пішак · f5 білий пішак · c4 білий пішак · d4 білий король · h4 білий пішак · f3 біла тура · g3 біла тура · e2 білий кінь · f2 чорний пішак · g2 чорний пішак · h2 чорний пішак · f1 білий кінь · h1 чорний король | f8 білий ферзь · b7 білий пішак · f5 білий пішак · c4 білий пішак · d4 білий король · h4 білий пішак · f3 біла тура · g3 біла тура · e2 білий кінь · f2 чорний пішак · g2 чорний пішак · h2 чорний пішак · f1 білий кінь · h1 чорний король | f8 білий ферзь · b7 білий пішак · f5 білий пішак · c4 білий пішак · d4 білий король · h4 білий пішак · f3 біла тура · g3 біла тура · e2 білий кінь · f2 чорний пішак · g2 чорний пішак · h2 чорний пішак · f1 білий кінь · h1 чорний король | 3 |
| 2 | f8 білий ферзь · b7 білий пішак · f5 білий пішак · c4 білий пішак · d4 білий король · h4 білий пішак · f3 біла тура · g3 біла тура · e2 білий кінь · f2 чорний пішак · g2 чорний пішак · h2 чорний пішак · f1 білий кінь · h1 чорний король | f8 білий ферзь · b7 білий пішак · f5 білий пішак · c4 білий пішак · d4 білий король · h4 білий пішак · f3 біла тура · g3 біла тура · e2 білий кінь · f2 чорний пішак · g2 чорний пішак · h2 чорний пішак · f1 білий кінь · h1 чорний король | f8 білий ферзь · b7 білий пішак · f5 білий пішак · c4 білий пішак · d4 білий король · h4 білий пішак · f3 біла тура · g3 біла тура · e2 білий кінь · f2 чорний пішак · g2 чорний пішак · h2 чорний пішак · f1 білий кінь · h1 чорний король | f8 білий ферзь · b7 білий пішак · f5 білий пішак · c4 білий пішак · d4 білий король · h4 білий пішак · f3 біла тура · g3 біла тура · e2 білий кінь · f2 чорний пішак · g2 чорний пішак · h2 чорний пішак · f1 білий кінь · h1 чорний король | f8 білий ферзь · b7 білий пішак · f5 білий пішак · c4 білий пішак · d4 білий король · h4 білий пішак · f3 біла тура · g3 біла тура · e2 білий кінь · f2 чорний пішак · g2 чорний пішак · h2 чорний пішак · f1 білий кінь · h1 чорний король | f8 білий ферзь · b7 білий пішак · f5 білий пішак · c4 білий пішак · d4 білий король · h4 білий пішак · f3 біла тура · g3 біла тура · e2 білий кінь · f2 чорний пішак · g2 чорний пішак · h2 чорний пішак · f1 білий кінь · h1 чорний король | f8 білий ферзь · b7 білий пішак · f5 білий пішак · c4 білий пішак · d4 білий король · h4 білий пішак · f3 біла тура · g3 біла тура · e2 білий кінь · f2 чорний пішак · g2 чорний пішак · h2 чорний пішак · f1 білий кінь · h1 чорний король | f8 білий ферзь · b7 білий пішак · f5 білий пішак · c4 білий пішак · d4 білий король · h4 білий пішак · f3 біла тура · g3 біла тура · e2 білий кінь · f2 чорний пішак · g2 чорний пішак · h2 чорний пішак · f1 білий кінь · h1 чорний король | 2 |
| 1 | f8 білий ферзь · b7 білий пішак · f5 білий пішак · c4 білий пішак · d4 білий король · h4 білий пішак · f3 біла тура · g3 біла тура · e2 білий кінь · f2 чорний пішак · g2 чорний пішак · h2 чорний пішак · f1 білий кінь · h1 чорний король | f8 білий ферзь · b7 білий пішак · f5 білий пішак · c4 білий пішак · d4 білий король · h4 білий пішак · f3 біла тура · g3 біла тура · e2 білий кінь · f2 чорний пішак · g2 чорний пішак · h2 чорний пішак · f1 білий кінь · h1 чорний король | f8 білий ферзь · b7 білий пішак · f5 білий пішак · c4 білий пішак · d4 білий король · h4 білий пішак · f3 біла тура · g3 біла тура · e2 білий кінь · f2 чорний пішак · g2 чорний пішак · h2 чорний пішак · f1 білий кінь · h1 чорний король | f8 білий ферзь · b7 білий пішак · f5 білий пішак · c4 білий пішак · d4 білий король · h4 білий пішак · f3 біла тура · g3 біла тура · e2 білий кінь · f2 чорний пішак · g2 чорний пішак · h2 чорний пішак · f1 білий кінь · h1 чорний король | f8 білий ферзь · b7 білий пішак · f5 білий пішак · c4 білий пішак · d4 білий король · h4 білий пішак · f3 біла тура · g3 біла тура · e2 білий кінь · f2 чорний пішак · g2 чорний пішак · h2 чорний пішак · f1 білий кінь · h1 чорний король | f8 білий ферзь · b7 білий пішак · f5 білий пішак · c4 білий пішак · d4 білий король · h4 білий пішак · f3 біла тура · g3 біла тура · e2 білий кінь · f2 чорний пішак · g2 чорний пішак · h2 чорний пішак · f1 білий кінь · h1 чорний король | f8 білий ферзь · b7 білий пішак · f5 білий пішак · c4 білий пішак · d4 білий король · h4 білий пішак · f3 біла тура · g3 біла тура · e2 білий кінь · f2 чорний пішак · g2 чорний пішак · h2 чорний пішак · f1 білий кінь · h1 чорний король | f8 білий ферзь · b7 білий пішак · f5 білий пішак · c4 білий пішак · d4 білий король · h4 білий пішак · f3 біла тура · g3 біла тура · e2 білий кінь · f2 чорний пішак · g2 чорний пішак · h2 чорний пішак · f1 білий кінь · h1 чорний король | 1 |
|   | a | b | c | d | e | f | g | h |   |

1. Dc5!
1. ... g1D 2. Dc6! Dg2   3. T:f2 D:c6 4. T:h2#
1. ... g1T 2. Tf4! Tg2    3. Th3 Td~   4. T:h2#
1. ... g1L 2. Th3  Kg2   3. Se3+ Kh1 4. Sg3#
1. ... g1S 2. T:f2 S:e2+ 3. Ke5 S:g3  4. T:h2#